# Eucalyptus newbeyi
Eucalyptus newbeyi är en myrtenväxtart som beskrevs av D.J. Carr och S.G.M Carr. Eucalyptus newbeyi ingår i släktet Eucalyptus och familjen myrtenväxter. Inga underarter finns listade i Catalogue of Life.